# Rinorea liberica
Rinorea liberica är en violväxtart som beskrevs av Adolf Engler. Rinorea liberica ingår i släktet Rinorea och familjen violväxter. Inga underarter finns listade i Catalogue of Life.